# 阿薩努比薩之戰
在英國作家托爾金的奇幻小說裡，阿薩努比薩之戰（英語：Battle of Azanulbizar）是中土大陸矮人與半獸人之間的一場慘烈戰役，發生於第三紀元2799年的迷霧山脈腳下摩瑞亞東門之前。在精靈語中稱之為南都西理安之戰。
《魔戒》附錄詳細地描述了此場戰役，在《哈比人歷險記》和其他相關作品中也有提及。

## 背景
在年邁的矮人國王索爾於摩瑞亞中被半獸人王阿索格所殺後，其子索恩二世異常憤怒，從中土大陸各處招集了矮人各大部族的軍隊，在六年的時間內向迷霧山脈的半獸人發動進攻，殺光了大量的半獸人。

## 經過
之後，當所有倖存的半獸人在摩瑞亞的阿薩努比薩山谷內集結，而矮人追兵趕到之際，戰爭發生了。雖然矮人見到祖先家園異常興奮，但半獸人軍隊人數眾多，再加上當天是陰天，致使矮人軍隊開始節節敗退。索恩與索林都受了傷，其中索林由於在這場戰役使用一根橡樹枝當作盾牌作戰，而後被稱作「橡木盾」。
直到耐恩帶領的鐵丘陵矮人部隊趕來增援後，戰局情勢才有逆轉。這時阿索格帶著他強壯的半獸人護衛走出摩瑞亞大門與耐恩決鬥，將其殺死。但耐恩之子丹恩·鐵足隨即趕上前用斧頭砍下阿索格的頭顱，報了父仇。失去首領的半獸人軍隊陷入恐懼，幾乎全被殲滅。丹恩進入摩瑞亞大門內，但他似乎看到了矮人最可怕的敵人——炎魔「都靈的剋星」，使他在恐懼之下立即離去。
雖然矮人最終獲得了決定性的勝利，但也付出了慘痛的代價，只有一半的矮人存活下來。戰死的矮人屍體被處以火葬。索恩提出接著再奪回摩瑞亞的要求，但其他矮人都認為這代價太高了，於是各族矮人便返回各自的家園。

## 電影改編
在彼得·傑克森執導的電影《哈比人：意外旅程》與《哈比人：荒谷惡龍》中皆有出現阿薩努比薩之戰的倒敘段落，但對原著情節作出了不少更動，為了戲劇效果的呈現而讓阿索格在阿薩努比薩之戰後存活，此外還有：索爾在戰鬥時被阿索格所殺、索恩在戰役中失蹤不知去向、索林與阿索格決鬥並斬下其一隻手臂等改動。